# Statesville
Statesville es una ciudad ubicada en el condado de Iredell, Carolina del Norte, Estados Unidos. Según el censo de 2020, tiene una población de 28 419 habitantes.
Es la sede del condado.

## Geografía
La ciudad está ubicada en las coordenadas 37°47′0″N 80°52′18″O / 37.78333, -80.87167 (35.783369, -80.871654). Según la Oficina del Censo, la localidad tiene un área total de 65.28 km², de la cual 64.99 km² son tierra y 0.29 km² son agua.

### Localidades adyacentes
El siguiente diagrama muestra a las localidades en un radio de 24 kilómetros (14,9 mi) de Statesville.

## Demografía
En el 2000, los ingresos promedio de los hogares de la ciudad eran de $31.925 y los ingresos promedio de las familias eran de $41.624. Los ingresos per cápita para la localidad eran de $19.328. Los hombres tenían un ingreso per cápita de $31.255 contra $22.490 para las mujeres. Alrededor del 16.10% de la población estaba bajo el umbral de pobreza nacional.
Según la estimación 2016-2020 de la Oficina del Censo, los ingresos promedio de los hogares de la ciudad son de $42.004 y los ingresos promedio de las familias son de $57.609. Los ingresos per cápita de los últimos doce meses, medidos en dólares de 2020, son de $25.306. Alrededor del 18.8% de la población está bajo el umbral de pobreza nacional.
| Raza                   | Núm.   | Porc.   |
| ---------------------- | ------ | ------- |
| Blancos                | 14 688 | 51.68%  |
| Afroamericanos         | 9210   | 32.41%  |
| Amerindios             | 97     | 0.34%   |
| Asiáticos              | 548    | 1.93%   |
| Isleños del Pacífico   | 2      | 0.01%   |
| Otras razas            | 1728   | 6.08%   |
| De una mezcla de razas | 2146   | 7.55%   |
| Total                  | 28 419 | 100.00% |

Del total de la población, el 11.64% son hispanos o latinos de cualquier raza.

## Infraestructura
La ciudad dispone de una amplia variedad de hoteles de varias de las principales cadenas, como Marriott, Best Western, Hilton, Ramada, Hampton Inn, entre otras.